# 多田修
多田 修（ただ おさむ、1935年5月16日 - ）は、北海道出身の元アルペンスキー選手。

## 来歴
北海高 → 早稲田大学 → 伊勢丹
1955年の第28回全日本学生スキー選手権大会の回転で優勝。荒削りながら、コースの選定には独特の勘があったと言われる。1959年のスコーバレーのプレオリンピックでは、欧米の強豪を相手に、滑降・回転・大回転の3種目総合で4位に入る健闘を見せた。同年の第37回全日本スキー選手権大会アルペンスキー競技では、回転で猪谷千春・見谷昌禧に次いで3位に入り、翌1960年のスコーバレーオリンピックの代表に選出される。同オリンピックでは、アルペンスキーの滑降で46位、回転で26位、大回転で35位だった。